# Бардасли
Бардасли́ (рос. Бардаслы, башк. Бәрҙәсле) — село у складі Чекмагушівського району Башкортостану, Росія. Входить до складу Урняцької сільської ради.
Населення — 120 осіб (2010; 141 у 2002).
Національний склад:
- башкири — 96 %